# 三里七湖
三里七湖是一个位于中国湖北省大冶市的淡水湖，面积约为2.37平方千米，属于长江区。它的一级流域为长江流域，二级流域为长江干流水系。